# 長沢彰彦
長沢 彰彦（ながさわ あきひこ、1946年12月13日 - ）は、元朝日放送（ABC）アナウンサー・大阪国際大学教授。

## 来歴・人物
兵庫県出身。1969年慶應義塾大学卒業後に朝日放送に入社。同期に安部憲幸と金木賢一がいる。
過去に「ABCヤングリクエスト」「空からこんにちわ」「ハロー！ヤング」等の番組に出演。1985年から4年間英国放送協会（BBC）の日本語放送番組プロデューサーとして出向。朝日放送がこの出向に際して、アナウンス部の欠員の補充を目的に新卒枠で急遽採用したアナウンサーが伊藤史隆で、長澤の出向期間中に「ABCヤングリクエスト」の最終パーソナリティを務めた。
BBCへの出向期間満了後の1990年に、朝日放送のアナウンス職に復帰。ラジオ「ナイス9!長沢彰彦です」のパーソナリティーを務めた。その後アナウンス職から報道局へ異動、報道部長、経営企画室局長などを歴任した。
ヨットとフライフィッシングに造詣を持ち、「マリン＆スポーツジョッキー」と「YAMAHA マリーンジョッキー」を担当。また、釣り月刊雑誌「アングリング」にエッセー「巣籠りの詩」を執筆。
1995年に発生した阪神・淡路大震災では阪神間の交通機能が麻痺したため、朝日放送神戸支局への放送機材や食糧の輸送に際し、ヨット仲間を通じてチャーター船を手配し、円滑な放送業務を遂行させた。
2006年に早期退職。関西学院大学社会学部非常勤講師を経て、大阪国際大学教授。2007年より大阪市立大学大学院に60歳にして入学、学術修士を取得した。
日本は明治期に「国家」という言葉を作りあげ、国を家と見なすメタファーのもとプライベートとパブリックに相当する生活部分をすべて国の管轄下に収めようとした。そのため戦後になっても日本人には特にパブリックに関する感覚が欠落している。それが、メディアに操作されてしまう心理を持つ大衆を作り上げてしまう要因ではないか、ゆえに、批判されるのは大衆ではなく社会の仕組みではないかとの考を示す。
新たな大衆像を提案するため、津金沢聡広関西学院大学名誉教授とともに「大衆心理・輪読会」を開催する。

## 過去の出演番組
ラジオ
- 「ABCヤングリクエスト」
- 「空からこんにちわ」
- 「電リク」
- 「クイズ大放送」
- 「ナイス9!長沢彰彦です」
- 「マリーン＆スポーツジョッキー」
- 「YAMAHA・マリーン・ジョッキー」他

## 主な著作
- 「BBCニュースの英語　生きたクィーンズイングリッシュ」サイマル出版会　全国学校図書館協議会選定
- 「阪神淡路大震災検証　あのときなにが出来て、なにが出来なかったか」日本放送文化基金
- 「ジャーナリズムの基礎知識」シャッフル・クリエイション他